# 874 (szám)
A 874 (római számmal: DCCCLXXIV) egy természetes szám, szfenikus szám, a 2, a 19 és a 23 szorzata.

## A szám a matematikában
A tízes számrendszerbeli 874-es a kettes számrendszerben 1101101010, a nyolcas számrendszerben 1552, a tizenhatos számrendszerben 36A alakban írható fel.
A 874 páros szám, összetett szám, azon belül szfenikus szám, kanonikus alakban a 21 · 191 · 231 szorzattal, normálalakban a 8,74 · 102 szorzattal írható fel. Nyolc osztója van a természetes számok halmazán, ezek növekvő sorrendben: 1, 2, 19, 23, 38, 46, 437 és 874.
Hétszögszám.
A 874 négyzete 763 876, köbe 667 627 624, négyzetgyöke 29,56349, köbgyöke 9,56101, reciproka 0,0011442. A 874 egység sugarú kör kerülete 5491,50396 egység, területe 2 399 787,230 területegység; a 874 egység sugarú gömb térfogata 2 796 552 051,9 térfogategység.